# Tlaltepingo, Hidalgo
Tlaltepingo är en ort i Mexiko.   Den ligger i kommunen Lolotla och delstaten Hidalgo, i den sydöstra delen av landet, 170 km norr om huvudstaden Mexico City. Tlaltepingo ligger 1 410 meter över havet och antalet invånare är 410.
Terrängen runt Tlaltepingo är huvudsakligen lite bergig. Tlaltepingo ligger uppe på en höjd. Runt Tlaltepingo är det ganska glesbefolkat, med 40 invånare per kvadratkilometer. Närmaste större samhälle är Tlanchinol, 10,0 km nordost om Tlaltepingo. I omgivningarna runt Tlaltepingo växer huvudsakligen savannskog.